# 克呂茨利施托克山
46°42′52″N 8°44′27″E / 46.7145°N 8.7408°E

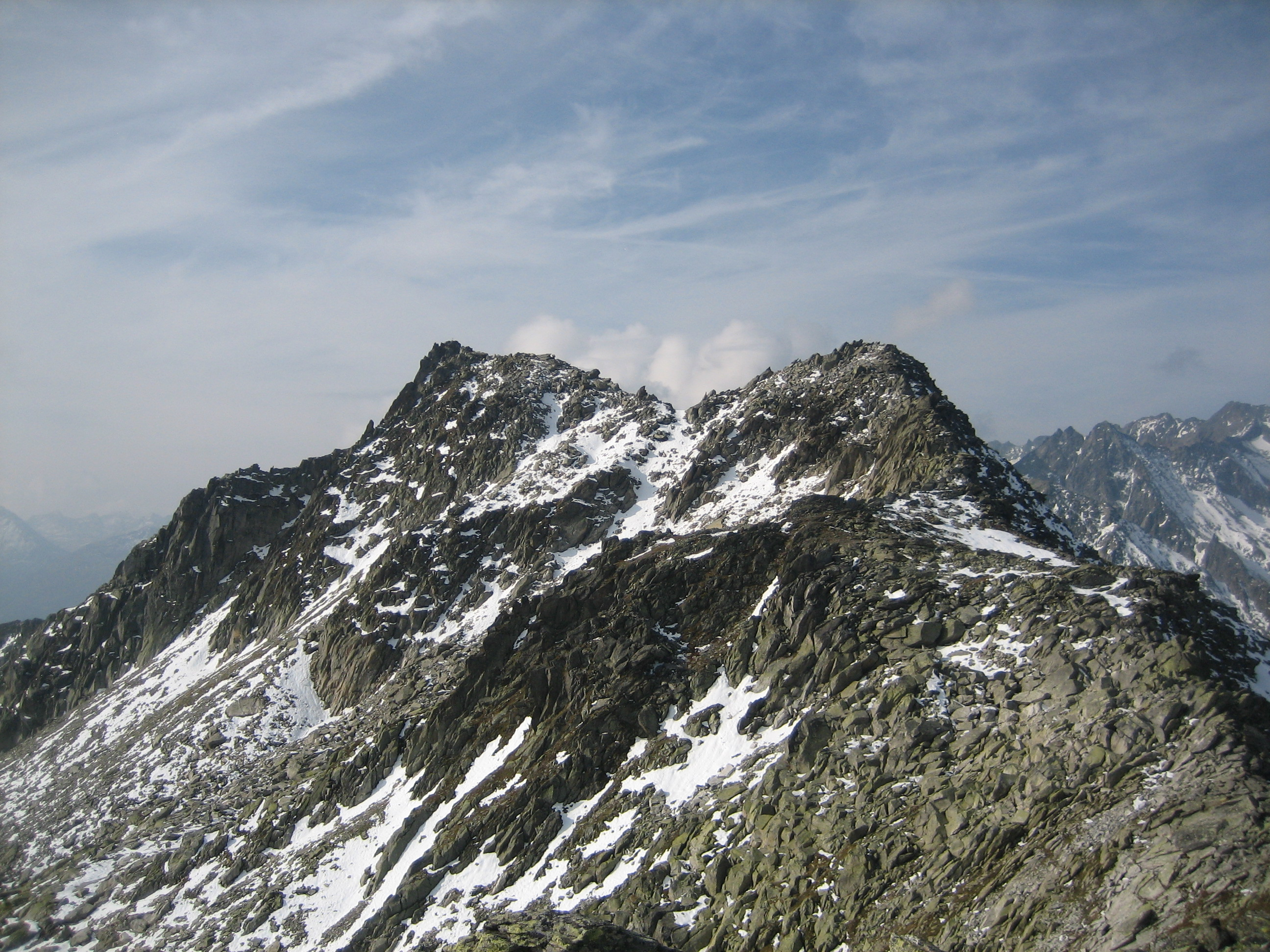

克呂茨利施托克山（Chrüzlistock），是瑞士的山峰，位於該國中東部，處於格勞賓登州和烏里州接壤的邊界，屬於格拉魯斯山的一部分，海拔高度2,707米。